# Norepinefrina (medicación)
 La norepinefrina, también conocida como noradrenalina es un medicamento utilizado para tratar a las personas con presión arterial muy baja.  Es el medicamento típico utilizado en la sepsis si la presión arterial baja no mejora después de la administración de líquidos intravenosos.  Es la misma molécula que la hormona y neurotransmisor norepinefrina.  Se administra por inyección lenta en una vena.
Los efectos secundarios comunes incluyen dolor de cabeza, ritmo cardíaco lento y ansiedad.  Otros efectos secundarios incluyen un latido irregular del corazón.  Si se sale de la vena en el lugar donde se administra, la norepinefrina puede causar isquemia en las extremidades.  Si se producen fugas, el uso de fentolamina en el área afectada puede mejorar los resultados.  La norepinefrina actúa uniendo y activando los receptores alfa adrenérgicos.
La norepinefrina fue descubierta en 1946 y fue aprobada para uso médico en los Estados Unidos en 1950.  Está disponible como un medicamento genérico.  El costo mayorista en el mundo en desarrollo para el año 2015 fue de aproximadamente 0,42 $US por vial de cuatro miligramos.  En el Reino Unido, esta cantidad le cuesta al NHS alrededor de 4,40 £.

## Usos médicos
La norepinefrina se usa principalmente como un fármaco simpaticomimético para tratar a las personas en estados de shock vasodilatador como el shock séptico y el neurogénico, mientras muestra menos efectos secundarios adversos en comparación con el tratamiento con dopamina.

## Mecanismo de acción
Estimula los receptores adrenérgicos α1 y α2 para provocar la contracción de los vasos sanguíneos, por lo tanto aumenta la resistencia vascular periférica y produce un aumento de la presión arterial.  Este efecto también reduce el suministro de sangre al tracto gastrointestinal y los riñones.  La norepinefrina actúa sobre los receptores beta-1 adrenérgicos, lo que provoca un aumento de la frecuencia cardíaca y del gasto cardíaco.  La norepinefrina actúa más sobre los receptores alfa que sobre los receptores beta.

## Nombres
La norepinefrina es la DCI, mientras que la noradrenalina es la BAN.